# Dolichopeza (Nesopeza) pallidithorax
Dolichopeza (Nesopeza) pallidithorax is een tweevleugelige uit de familie langpootmuggen (Tipulidae). De soort komt voor in het Oriëntaals gebied.